# Józef Smoczek
Józef Antoni Smoczek (* 17. Januar 1908 in Tarnów; † 29. August 1984 in Krakau) war ein polnischer Fußballspieler und -trainer.

## Sportkarriere
Smoczek wurde als Staatsbürger Österreich-Ungarns geboren und bekam nach der Wiedergründung Polens nach dem Ende des Ersten Weltkriegs als Zehnjähriger 1918 die polnische Staatsangehörigkeit. Noch als Gymnasiast trat er dem örtlichen Fußballverein Tarnovia Tarnów bei, dessen erste Mannschaft der spätere Nationaltrainer Józef Kałuża betreute.
Von Tarnów wechselte er zum Krakauer Spitzenclub Garbarnia, wo er sich einen Stammplatz als Mittelstürmer erkämpfte. Die zeitgenössische Sportpresse beschrieb ihn als „klassischen Sturmführer, dynamisch, manchmal despotisch gegenüber den Mitspielern, aber ein exzellenter Techniker und effektvoller Torschütze“. In der ersten Hälfte der 1930er Jahre galt er als einer der Stars der polnischen Liga. Auch beschäftigten zwei Gerichtsverfahren, in denen Smoczek der Beklagte war, die Presse: das erste Mal, weil er einem Gegenspieler bei einem brutalen Körpereinsatz ein Bein gebrochen haben soll, das zweite Mal wegen Beleidigung eines Gegenspielers. Unter dem österreichischen Trainer Karl Jiszda wurde Garbarnia 1931 polnischer Meister, neben Smoczek standen der Verteidiger Juliusz Joksch und der Flügelstürmer Karol Pazurek, die beide Nationalspieler waren, in der Meisterelf.
Nach einem kurzen Zwischenspiel beim oberschlesischen Zweitligaclub Szczakowianka Jaworzno kehrte er 1935 mit dem Wechsel zu KS Warszawianka in die oberste Spielklasse zurück. In demselben Jahr wurde er das letzte Mal in die A-Nationalelf berufen, in insgesamt vier Länderspielen erzielte er zwei Tore. Nach drei Jahren in der Hauptstadt wechselte er im letzten Vorkriegsjahr zum Zweitligaclub KS Starachowice, den ein Bergbaukonzern finanzierte. Mit Smoczek wurde der Club Meister des Ligabezirks Warschau und erreichte somit die Qualifikationsspiele für die oberste Liga, konnte sich dabei aber nicht durchsetzen.
Mit zwei seiner früheren Mannschaftskameraden von Garbarnia – Juliusz Joksch und Karol Pazurek – ließ sich Smoczek 1940 vom Besatzerclub DTSG Krakau anwerben, den der Unternehmer Oskar Schindler sponserte. Zuvor hatte er sich in die Deutsche Volksliste eintragen lassen und wurde somit von den NS-Behörden als Volksdeutscher eingestuft. Mit der DTSG Krakau, die der Sportbeauftragte des Generalgouvernements, Georg Niffka besonders protegierte, gewann Smoczek 1941 den Bernsteinpokal, im Finale wurde der LSV Warschau mit 6:0 besiegt, Smoczek steuerte dazu zwei Tore bei.
Unmittelbar nach dem Krieg wurden ihm die Spiele in der Besatzerliga vorgeworfen, der Przegląd Sportowy nannte ihn einen „Verräter“. Doch wurde weder ein Strafverfahren gegen ihn geführt, noch wurde er vom polnischen Fußballverband PZPN mit Sanktionen belegt. In den 1950er Jahren trainierte er mehrere Provinzclubs, ohne dabei größere Erfolge zu erzielen.